# Oleg Stiepanow
Oleg Stiepanow (ros. Олег Сергеевич Степанов; ur. 10 grudnia 1939 w Moskwie, zm. 27 lutego 2010 tamże) – rosyjski judoka. W barwach ZSRR brązowy medalista olimpijski z Tokio.
Zawody w 1964 były jego jedynymi igrzyskami olimpijskimi. Medal wywalczył w najniższej wadze, do 68 kilogramów. W tej wadze był brązowym medalistą mistrzostw świata w 1965. Na mistrzostwach Europy sięgnął po złoto w 1965 (w rywalizacji amatorów) i 1966.